# Karl Taus
Karl Taus (* 24. September 1893 in Gleisdorf; † 19. November 1977 in Leoben) war ein österreichischer SS-Brigadeführer.

## Leben
Nach dem Besuch der Volksschule und der Bürgerschule absolvierte er eine Lehre zum Schriftsetzer und wurde in diesem Beruf tätig. Auf Seiten Österreichs nahm er am Ersten Weltkrieg teil, wurde mehrfach ausgezeichnet und erreichte bei der k.u.k. Armee den Rang eines Unteroffiziers. Er trat am 21. Oktober 1930 der NSDAP bei (Mitgliedsnummer 301.453) und zum 1. April 1931 der SS (SS-Nummer 6.786). Bei der SS stieg Taus zügig auf und übernahm die Leitung der 38. SS-Standarte in Graz. Nach dem Juliputsch 1934 wurde er im Anhaltelager Wöllersdorf inhaftiert und im Zuge des Juliabkommens 1936 amnestiert. Taus erhielt für die Teilnahme am Juliputsch den sogenannten Blutorden und galt als „Alter Kämpfer“.
Nach der Haftentlassung lebte er im Deutschen Reich und übernahm im Rang eines SS-Oberführers den SS-Oberabschnitt Nord mit Dienstsitz Stettin. Nach dem Anschluss Österreichs wurde Taus am 21. März 1938 zwecks Anlernung zum Führer eines Konzentrationslagers zu dem Inspekteur der Konzentrationslager Theodor Eicke kommandiert. Zu diesem Zweck wurde er durch Eicke in das KZ Dachau versetzt und einige Wochen später durch den Lagerkommandanten Hans Loritz folgendermaßen bewertet: „Taus wurde in allen Abteilungen eingearbeitet […] Er ist ein guter Kamerad, aber viel zu weich. Er wird aus diesem Grunde nie einen guten Lagerkommandanten oder Schutzhaftlagerführer abgeben“. Loritz empfahl Eicke jedoch Taus an anderer Stelle nochmals volontieren und bewerten zu lassen. Ab dem 22. April 1938 war Taus für eine vierwöchige Ausbildung im KZ Buchenwald eingesetzt. Zeitgleich teilte Eicke dem Buchenwalder Lagerkommandanten Karl Otto Koch folgendes mit: „Oberführer Taus soll auf Weisung des Reichsführers-SS später ein K.L. übernehmen. Ich bitte, ihn schärfstens heranzunehmen und nach 4 Wochen klar und eindeutig zu berichten, ob Taus für eine solche Aufgabe geeignet ist“. Taus wurde durch Eicke zeitgleich folgendermaßen auf seine Aufgabe in Buchenwald vorbereitet: „Wie aus ihrer Beurteilung [aus Dachau] hervorgeht, sind sie mit lauterem Charakter bemüht, sich in den verantwortungsvollen Lagerbetrieb einzuarbeiten; jedoch hat es den Anschein, daß sie zu weich und nicht mit der erforderlichen Härte und Strenge an ihre Pflichten herangehen. Unter diesem Umständen wird es wohl kaum Zweck haben, dass sie sich dem Lagerdienst widmen. Ich bitte Sie, sich deshalb zu prüfen, ob sie der späteren Verantwortung standhalten können, ohne selbst Schaden zu nehmen“. Auch Koch beurteilte bald darauf in einem zweiten Gutachten Taus als zu weich und ungeeignet für den KZ-Lagerdienst. Eicke urteilte schließlich am 14. Juni 1938 über Taus: „Taus hat völlig versagt […] Nunmehr steht einwandfrei fest, daß Taus weder veranlagt, noch befähigt ist, als verantwortlicher SS-Führer in einem Konzentrationslager verwendet zu werden“.
Kurz darauf wurde Taus wieder zur Allgemeinen SS versetzt und dort im September 1939 zum SS-Brigadeführer befördert. Während des Zweiten Weltkrieges sollte Taus bei dem Höheren SS- und Polizeiführer (HSSPF) Hans-Adolf Prützmann in der Ukraine zum SS- und Polizeiführer ausgebildet werden. Von April bis September 1942 war Taus unter Prützmann in Dnjepropetrowsk und Charkow eingesetzt. Prützmann beurteilte ihn als charakterlich einwandfreien Kameraden mit Verdiensten für die NS-Bewegung, jedoch aufgrund mangelnder Härte für unfähig seinem Dienstgrad entsprechend Aufgaben in den besetzten Ostgebieten zu übernehmen.
Von April 1944 bis zum Kriegsende im Mai 1945 war Taus unter dem HSSPF der „Operationszone Adriatisches Küstenland“ Odilo Globocnik SS- und Polizeikommandeur in Görz.